# Turquie aux Jeux olympiques
La Turquie participe aux Jeux olympiques pour la première fois aux Jeux olympiques de 1908, même s’il n’est pas certain que le seul gymnaste parvenu à Londres ait participé, et a envoyé des athlètes à chacun des Jeux d'été (sauf en 1920, en 1932 et en 1980) depuis cette date. La première participation certaine date de 1912 où deux Arméniens constituent la délégation ottomane à Stockholm. Le pays participe aussi aux Jeux olympiques d'hiver depuis 1936 et a participé à tous les Jeux d'hiver  (sauf en 1952, en 1980)  depuis cette année-là. 
Le pays a remporté 94 médailles dont 39 en or, 27 en argent et 28 en bronze. La Turquie a remporté le plus de médailles en lutte.
Le Comité national olympique turc a été créé en 1908 et a été reconnu par le Comité international olympique (CIO) en 1911. La ville d'Istanbul a posé sa candidature pour accueillir les Jeux olympiques d'été de 2020.

## Tableau des médailles
| Année            | Médaille d'or, Jeux olympiques | Médaille d'argent, Jeux olympiques | Médaille de bronze, Jeux olympiques | Total             |
| Londres 1908     | 0                              | 0                                  | 0                                   | 0                 |
| Stockholm 1912   | 0                              | 0                                  | 0                                   | 0                 |
| Anvers 1920      | N'a pas participé              | N'a pas participé                  | N'a pas participé                   | N'a pas participé |
| Paris 1924       | 0                              | 0                                  | 0                                   | 0                 |
| Amsterdam 1928   | 0                              | 0                                  | 0                                   | 0                 |
| Los Angeles 1932 | N'a pas participé              | N'a pas participé                  | N'a pas participé                   | N'a pas participé |
| Berlin 1936      | 1                              | 0                                  | 1                                   | 2                 |
| Londres 1948     | 6                              | 4                                  | 2                                   | 12                |
| Helsinki 1952    | 2                              | 0                                  | 1                                   | 3                 |
| Melbourne 1956   | 3                              | 2                                  | 2                                   | 7                 |
| Rome 1960        | 7                              | 2                                  | 0                                   | 9                 |
| Tokyo 1964       | 2                              | 3                                  | 1                                   | 6                 |
| Mexico 1968      | 2                              | 0                                  | 0                                   | 2                 |
| Munich 1972      | 0                              | 1                                  | 0                                   | 1                 |
| Montréal 1976    | 0                              | 0                                  | 0                                   | 0                 |
| Moscou 1980      | N'a pas participé              | N'a pas participé                  | N'a pas participé                   | N'a pas participé |
| Los Angeles 1984 | 0                              | 0                                  | 3                                   | 3                 |
| Séoul 1988       | 1                              | 1                                  | 0                                   | 2                 |
| Barcelone 1992   | 2                              | 2                                  | 2                                   | 6                 |
| Atlanta 1996     | 4                              | 1                                  | 1                                   | 6                 |
| Sydney 2000      | 3                              | 0                                  | 2                                   | 5                 |
| Athènes 2004     | 3                              | 3                                  | 5                                   | 10                |
| Pékin 2008       | 1                              | 3                                  | 3                                   | 8                 |
| Londres 2012     | 1                              | 2                                  | 1                                   | 5                 |
| Rio 2016         | 1                              | 3                                  | 4                                   | 5                 |
| Total            | 39                             | 27                                 | 28                                  | 94                |

| Place | Sport         | Médaille d'or, Jeux olympiques | Médaille d'argent, Jeux olympiques | Médaille de bronze, Jeux olympiques | Total |
| ----- | ------------- | ------------------------------ | ---------------------------------- | ----------------------------------- | ----- |
| 1     | Lutte         | 29                             | 18                                 | 20                                  | 67    |
| 2     | Haltérophilie | 8                              | 1                                  | 2                                   | 11    |
| 3     | Taekwondo     | 1                              | 3                                  | 5                                   | 9     |
| 4     | Boxe          | 1                              | 3                                  | 3                                   | 7     |
| -     | Judo          | 1                              | 0                                  | 1                                   | 2     |
| 6     | Tir à l'arc   | 1                              | 0                                  | 1                                   | 2     |
| 7     | Karaté        | 0                              | 1                                  | 3                                   | 4     |
| 8     | Tir           | 0                              | 1                                  | 0                                   | 1     |
| 9     | Athlétisme    | 0                              | 0                                  | 2                                   | 2     |
| 10    | Gymnastique   | 0                              | 0                                  | 1                                   | 1     |
|       | Total         | 41                             | 27                                 | 38                                  | 106   |